# Żemczużyna-2 Soczi
Żemczużyna-2 Soczi (ros. Футбольный клуб «Жемчужина-2» Сочи, Futbolnyj Kłub "Żemczużyna-2" Soczi) – rosyjski klub piłkarski z siedzibą w mieście Soczi.

## Historia
Chronologia nazw:
- 1992–1994: Torpiedo Adler (ros. «Торпедо» Адлер)
- 1995–1997: Żemczużyna-d Soczi (ros. «Жемчужина-д» Сочи)
- 1998–1999: Żemczużyna-2 Soczi (ros. «Жемчужина-2» Сочи)
- 2000–2008: nie istniał
- 2009: Żemczużyna-2 Soczi (ros. «Жемчужина-2» Сочи)
- 2010–2011: Żemczużyna-Soczi-D Soczi (ros. «Жемчужина-Сочи-Д» Сочи)

Klub Torpiedo Adler został założony w 1992 i debiutował w Drugiej Lidze, grupie 1. W 1993 zrezygnował z dalszych występów.
W 1995 jako drużyna rezerw Żemczużyny Soczi o nazwie Żemczużyna-d Soczi startowała w Trzeciej Lidze, grupie 1, jednak ponownie nie dokończyła rozgrywek. W 1996 i 1997 startowała w Trzeciej Lidze, grupie 2. W 1998 i 1999 zespół Żemczużyna-2 Soczi występował w reorganizowanej Drugiej Lidze, grupie Południowej, a potem przez 9 lat nie istniał.
Dopiero w 2009 klub został odrodzony i został zgłoszony rozgrywek amatorskich Kraju Krasnodarskiego. W 2010 zmienił nazwę na Żemczużyna-Soczi-D.

## Sukcesy
- 13 miejsce w Rosyjskiej Drugiej Lidze, grupie Południowej: 1994

## Znani piłkarze
- Gierman Kutarba
- Iwan Lewieniec

## Inne
- Żemczużyna Soczi